# Welterbe in Malaysia

Zum Welterbe in Malaysia gehören (Stand 2025) sechs UNESCO-Welterbestätten, darunter vier Stätten des Weltkulturerbes und zwei Stätten des Weltnaturerbes. Malaysia hat die Welterbekonvention 1988 ratifiziert, die erste Welterbestätte wurde 2000 in die Welterbeliste aufgenommen. Die bislang letzte Welterbestätte wurde 2025 eingetragen.

## Welterbestätten
Die folgende Tabelle listet die UNESCO-Welterbestätten in Malaysia in chronologischer Reihenfolge nach dem Jahr ihrer Aufnahme in die Welterbeliste (K – Kulturerbe, N – Naturerbe, K/N – gemischt, (G) – auf der Liste des gefährdeten Welterbes).
| Bild                                                                        | Bezeichnung                                                                 | Jahr       | Typ | Ref. | Beschreibung |
| --------------------------------------------------------------------------- | --------------------------------------------------------------------------- | ---------- | --- | ---- | --- |
| Park Kinabalu                                                               | Park Kinabalu (Lage)                                                        | 2000, 2003 | N   | 1012 | Der Kinabalu ist mit 4095 Meter der höchste Berg Malaysias. Die Pflanzenwelt um dem Berg herum ist sehr vielfältig. |
| Nationalpark Gunung Mulu                                                    | Nationalpark Gunung Mulu                                                    | 2000       | N   | 1013 | Der Gunung Mulu ist ein 2377 Meter hoher Berg in Malaysia. Der Berg ist aus Sandstein und im Berg befindet sich eins der größten Höhlensystem der Welt. So ist die Clearwater Cave etwa 108 Kilometer lang. Der Nationalpark hat eine Größe von knapp 540 km². |
| Melaka und George Town - Historische Städte an der Meeresstraße von Malakka | Melaka und George Town - Historische Städte an der Meeresstraße von Malakka | 2008       | K   | 1223 | Die Altstadt von Malakka (Lage) stammt aus der holländischen Kolonialzeit. In der Altstadt befindet sich der Rote Platz mit der rotweißen Christ Church. George Town (Lage) wurde 1786 gegründet. In der Innenstadt befinden sich sehenswerte Moscheen, Kirchen, hinduistische und chinesisch-buddhistische Tempel. Beide Städte liegen an der Straße von Malakka                                                                |
|                                                                             | Archäologisches Erbe des Lenggong-Tals                                      | 2012       | K   | 1396 | Die archäologischen Fundstätten im Lenggong-Tal umfassen 2 Millionen Jahren Menschheitsgeschichte, darunter die ältesten Funde außerhalb Afrikas in vier Clustern. |
| Das archäologische Erbe des Höhlenkomplexes im Niah-Nationalpark            | Das archäologische Erbe des Höhlenkomplexes im Niah-Nationalpark (Lage)     | 2024       | K   | 1014 | Erfüllte Kriterien für Weltkulturerbe: iii., v. |
| (weitere Bilder)                                                            | Forest Research Institute Malaysia im Naturpark Selangor                    | 2025       | K   | 1734 | Das Forest Research Institute wurde in den 1920er Jahren gegründet, um ein ehemaliges Zinnabbaugebiet zu rekultivieren. Der heute dort wachsende Regenwald folgt in seinem Aufbau einer für die damalige Zeit typischen Kautschuk-Plantage und ist ein gutes Beispiel für die Anwendung lokalen Wissens in Kombination mit wissenschaftlichen Methoden bei der Wiederaufforstung. Erfüllte Kriterien für Weltkulturerbe: ii., v. |

## Tentativliste
In der Tentativliste sind die Stätten eingetragen, die für eine Nominierung zur Aufnahme in die Welterbeliste vorgesehen sind. 

### Aktuelle Welterbekandidaten
Derzeit (2025) sind vier Stätten in der Tentativliste von Malaysia eingetragen, die letzte Eintragung erfolgte 2021. Die folgende Tabelle listet die Stätten in chronologischer Reihenfolge nach dem Jahr ihrer Aufnahme in die Tentativliste.
| Bild                                                       | Bezeichnung                                                       | Jahr | Typ | Ref. | Beschreibung |
| ---------------------------------------------------------- | ----------------------------------------------------------------- | ---- | --- | ---- | ------------ |
| Nationalpark (Taman Negara) des peninsularischen Malaysias | Nationalpark (Taman Negara) des peninsularischen Malaysias (Lage) | 2014 | N   | 5927 |              |
| Gombak Selangor Quartz Ridge                               | Gombak Selangor Quartz Ridge                                      | 2017 | N   | 6175 |              |
| Royal Belum State Park                                     | Royal Belum State Park (Lage)                                     | 2017 | N   | 6176 |              |
|                                                            | Sungai Buloh Leprosarium                                          | 2019 | K   | 6388 |              |

### Ehemalige Welterbekandidaten
Diese Stätten standen früher auf der Tentativliste, wurden jedoch wieder zurückgezogen oder von der UNESCO abgelehnt. Stätten, die in anderen Einträgen auf der Tentativliste enthalten oder Bestandteile von Welterbestätten sind, werden hier nicht berücksichtigt.
| Bild                                                       | Bezeichnung                                                | Jahr      | Typ | Ref. | Beschreibung                                                               |
| ---------------------------------------------------------- | ---------------------------------------------------------- | --------- | --- | ---- | -------------------------------------------------------------------------- |
| Wildschutzgebiet Lanjak Entimau und Nationalpark Batang Ai | Wildschutzgebiet Lanjak Entimau und Nationalpark Batang Ai | 2004–2015 | N   | 1988 | umfasst das Wildschutzgebiet Lanjak Entimau und den Nationalpark Batang Ai |